# Велков, Крум
Крум Делчев Велков (болг. Крум Велков; 16 декабря 1902, Перник, Княжество Болгария — 18 апреля 1960, Белово, Народная Республика Болгария) — болгарский писатель
, поэт и политик, активный член компартии Болгарии. Лауреат Димитровской премии (1950).

## Биография
С юности занимался левой политической деятельностью. За участие в революционном движении подвергался репрессиям. Был отчислен из Шуменской средней школы, стал рабочим. Работал пожарным, слесарем и др. Член Болгарской компартии c 1922 г. Организовывал забастовки и участвовал в Сентябрьском антифашистском восстании 1923 г. После подавления восстания выполнял важные партийные задания.
В 1930 году — один из организаторов нелегальной типографии ЦК Болгарской компартии, где печаталась «Рабочая газета», последний номер которой вышел июне 1935 года.
В годы Второй мировой войны был арестован полицией за подрывную деятельность, интернирован как коммунист в концлагере Эникой. После вооруженном восстании 9 сентября 1944 года, был кметом (мэром) города Белово, позже ответственным секретарём Славянского комитета Болгарии.
Являлся членом Союза болгарских писателей.

## Творчество
Основной темой писателя было Сентябрьское восстание, классовые столкновения в Болгарии 1920-х годов. Автор исторических романов, сборников рассказов и стихов.

## Избранные произведения
- „Жезълът“
- „Село Борово“
- „Животът на Петър Дашев“,
- „Водител“